# Национальная энциклопедия (Латвия)
Национальная энциклопедия (латыш. Nacionālā enciklopēdija) — универсальная энциклопедия на латышском языке, созданная под эгидой Латвийской национальной библиотеки к столетию провозглашения Латвийской Республики в 2018 году.
Проект по созданию национальной энциклопедии начался в 2014 году. На его реализацию с 2014 по 2018 год были выделены 1 100 000 евро. Редколлегия энциклопедии состоит из главного редактора, четырёх редакторов и 55 отраслевых консультантов.
В октябре 2018 года вышло бумажное издание «Латвия. Национальная энциклопедия». Печатный том является тематическим — статьи в нём посвящены Латвии. На 864 страницах содержатся более 200 статей и более 1000 иллюстраций. Тираж изначально составил 3000 экземпляров, позже были допечатаны ещё 1000.
В декабре 2018 года энциклопедия стала доступна в электронной версии. Электронная версия не является тематической, в июле 2023 года в ней содержалось 3948 статей о мировой культуре, науке, народном хозяйстве и т. п.